# Somatolophia petila
Somatolophia petila är en fjärilsart som beskrevs av Frederick H. Rindge 1980. Somatolophia petila ingår i släktet Somatolophia och familjen mätare. Inga underarter finns listade i Catalogue of Life.